# Saturation III
Albums de Brockhampton
Saturation II
(2017) Iridescence
(2018)
Singles
1. Boogie
Sortie : 12 décembre 2017
2. Stains
Sortie : 14 décembre 2017

Saturation III, stylisé SATURATION III, est le troisième album studio de Brockhampton, sorti le 15 décembre 2017 sur les labels Question Everything et Empire.

## Liste des titres
| No  | Titre         | Auteur                                                                                  | Producteur(s)                    | Durée |
| --- | ------------- | --------------------------------------------------------------------------------------- | -------------------------------- | ----- |
| 1.  | Boogie        | Ian Simpson, Ameer Vann, Matt Champion, Russell Boring, William Wood, Dominique Simpson | Romil Hemnani, Jabari Manwa      | 3:13  |
| 2.  | Zipper        | Boring, D. Simpson, I. Simpson, Champion, Wood                                          | Manwa, Hemnani                   | 3:22  |
| 3.  | Johnny        | I. Simpson, D. Simpson, Vann, Champion, Boring                                          | Hemnani, Manwa, Kiko Merley      | 4:11  |
| 4.  | Liquid        | Vann, D. Simpson, I. Simpson, Wood, Champion                                            | Manwa                            | 1:22  |
| 5.  | Cinema 1      | I. Simpson, Robert Ontenient                                                            | Hemnani                          | 0:45  |
| 6.  | Stupid        | Wood, Vann, Champion, I. Simpson, D. Simpson                                            | Hemnani, Q3 (Manwa, Kiko Merley) | 3:36  |
| 7.  | Bleach        | I. Simpson, Champion, Wood, Vann, D. Simpson, Boring, Ryan Beatty, Ciarán McDonald      | Hemnani, Manwa                   | 4:33  |
| 8.  | Alaska        | Vann, I. Simpson, Boring, Champion                                                      | Hemnani, Bearface                | 3:19  |
| 9.  | Hottie        | I. Simpson, D. Simpson, Boring, Wood, Champion                                          | Manwa                            | 3:17  |
| 10. | Cinema 2      | I. Simpson, Ontenient                                                                   | Hemnani                          | 0:38  |
| 11. | Sister Nation | Wood, Boring, I. Simpson, Champion, D. Simpson I. Simpson, Vann, D. Simpson, Wood       | Hemnani                          | 6:04  |
| 12. | Rental        | I. Simpson, D. Simpson, Champion                                                        | Hemnani, Q3                      | 3:33  |
| 13. | Stains        | Vann, Toilet, Champion, D. Simpson, Boring                                              | Hemnani, Manwa                   | 3:00  |
| 14. | Cinema 3      | I. Simpson, Ontenient                                                                   | Hemnani                          | 0:51  |
| 15. | Team          | McDonald, I. Simpson, Vann, D. Simpson, Champion                                        | Bearface, Hemnani, Joba          | 4:33  |

Notes
- Tous les titres sont stylisés en majuscule.

## Classements hebdomadaires
| Classement (2017)                    | Meilleure position |
| ------------------------------------ | ------------------ |
| Canada (Canadian Albums Chart)       | 59                 |
| États-Unis (Billboard 200)           | 15                 |
| États-Unis (Top R&B/Hip-Hop Albums)  | 5                  |
| France (SNEP Téléchargement)         | 121                |
| Nouvelle-Zélande (Heatseeker Albums) | 1                  |
| Pays-Bas (Mega Album Top 100)        | 102                |